# EA Sports UFC 5
EA Sports UFC 5 es un videojuego de artes marciales mixtas desarrollado por EA Vancouver y distribuido por EA Sports para PlayStation 5 y Xbox Series X/S. Se basa en la marca Ultimate Fighting Championship (UFC) y fue lanzado el 27 de octubre de 2023 a nivel mundial.

## Jugabilidad
Hay 229 luchadores únicos, con 81 versiones alternativas. El juego presenta un modo carrera, que fue diseñado para ser una "experiencia de incorporación" para enseñar al jugador los conceptos básicos de cuatro disciplinas de MMA que incluyen boxeo, kickboxing, lucha libre y ju-jutsu. El objetivo del modo carrera, que permite a los jugadores crear su propio luchador personalizado, es convertirse en GOAT (que significa "el mejor de todos los tiempos"). A medida que los jugadores avanzan en el juego, pueden optar por aceptar o rechazar peleas, lo que afectará el desarrollo de la carrera del luchador. También estarían disponibles modos multijugador, incluidas Blitz Battles y campeonatos mundiales en línea. Además de luchar en The Octagon, los jugadores también pueden luchar en Backyard y Kumite, que se asemeja a una arena de lucha subterránea. Las nuevas características incluyen un sistema de daños mejorado, paradas de médicos y nuevas animaciones.

## Desarrollo
Es el segundo título de EA Sports y el primero desde Fight Night Champion (2011) en recibir una calificación Maduro (M) por parte de la ESRB debido al sistema de lesiones realista del juego, así como al lenguaje más fuerte en el modo carrera. A diferencia de sus predecesores, que se ejecutaron con el motor Ignite, UFC 5 usa Frostbite.

## Recepción
Según el agregador de reseñas Metacritic, el juego recibió "críticas generalmente positivas" de los críticos tras su lanzamiento. La recepción de las comunidades de jugadores de MMA es mixta. Muchos fanáticos de la serie estaban molestos porque la lista de UFC 5 no tenía nuevas incorporaciones en el momento del lanzamiento. Curiosamente, muchas de las opciones disponibles en ediciones anteriores del juego quedaron fuera en esta versión. Se ha eliminado la capacidad de remachar la jaula. La capacidad de personalizar completamente la creación de un luchador (CAF) ya no es una opción y los jugadores se ven obligados a elegir entre varios "arquetipos" diferentes con distintos niveles de atributos, estadísticas y conjuntos de movimientos. Aparte del nuevo sistema de daños y el proceso de envío modificado, el juego ha sido considerado un "corta y pega" de la edición anterior. La presentación también tiene varios problemas. La sede de UFC Apex no tiene comentarios de pelea. Las salidas y presentaciones de los luchadores se eliminaron en algunos modos de juego y se modificaron notablemente en otros (es decir, los anuncios de los luchadores solo consisten en el nombre del luchador, para ahorrar tiempo, en lugar de anunciar su nombre, historial, estilo y de dónde provienen), lo que llevó a los fanáticos a siente una falta de inmersión.